# Emblem (motorfiets)
Emblem is een Amerikaans historisch merk van motorfietsen.
De bedrijfsnaam was: Emblem Mfg. Co., Angola, Erie County (New York).
Emblem werd opgericht door William C. Schack en William Heil en begon haar productie in 1907. Men gebruikte aanvankelijk V-twins van AMC (Thor) in Aurora, maar in 1909 bracht men ook een eigen eencilinder uit.
In 1913 bouwde men een eigen 1255cc-V-twin. Vooral voor de Europese markt kwam er in 1917 een kleiner model, de 532cc-"Little Giant" V-twin.
Over het einde van Emblem zijn de historici het niet eens. Volgens sommigen zou de productie in 1917 zijn gestopt, maar zouden er vanaf 1921 uit restanten nog 200 Little Giants voor de Nederlandse en Deense markt zijn gebouwd. Volgens anderen zou de exportproductie nog tot 1923 zijn doorgegaan.

## Spot- en bijnamen
Emblem 532 cc v-twin uit 1917: The Little Giant